# Cleistocactus tupizensis
Cleistocactus tupizensis ist eine Pflanzenart in der Gattung Cleistocactus aus der Familie der Kakteengewächse (Cactaceae). Das Artepitheton  tupizensis  bedeutet ‚vom Standort bei Tupiza (Bolivien)‘.

## Beschreibung
Cleistocactus tupizensis wächst strauchig mit an der Basis verzweigten, aufrechten Trieben und erreicht bei Durchmessern von bis 6 Zentimeter Wuchshöhen von bis 1,5 Metern. Es sind 14 bis 24 niedrige Rippen vorhanden. Die darauf befindlichen Areolen sind groß. Die zwei rötlich braunen bis weißlichen Mitteldornen sind bis 4,5 Zentimeter lang. Die ungleichen 15 bis 20 Randdornen sind glasig weiß, brüchig und stehen gedrängt.
Die etwas gebogenen, weinroten bis weißlichen Blüten sind an ihrer Mündung leicht schief. Sie sind bis 8 Zentimeter lang.

## Verbreitung und Systematik
Cleistocactus tupizensis ist in den bolivianischen Departamentos Chuquisaca, Potosí und Tarija in Höhenlagen von 2500 bis 3000 Metern verbreitet.
Die Erstbeschreibung als Cereus tupizensis erfolgte 1916 durch Friedrich Karl Johann Vaupel. Curt Backeberg stellte die Art 1936 in die Gattung Cleistocactus.

## Nachweise